# Toronto Jazz Festival
Il Toronto Jazz Festival è un evento jazz a Toronto che si svolge per 10 giorni da fine giugno a inizio luglio.

## Storia
A differenza del Beaches International Jazz Festival, la maggior parte degli eventi si svolgono al chiuso e si trovano in tutto il centro della città. Il fulcro del festival è Nathan Phillips Square, con più di 40 altri luoghi sparsi in tutta la città. Attrae oltre 500.000 persone ed è il terzo più grande festival musicale annuale della città accanto al NXNE e The Beaches International Jazz Festival.
Incorporando una miscela di stili jazz, da straight-ahead al bebop, dal fusion al jazz d'avanguardia, con gusti di altri generi, per esempio blues, funk, R&B, hip-hop, latin jazz, ecc..., il festival ha qualcosa per tutti. In precedenza era noto come Dumaurier Jazz Festival, fino a quando il divieto di pubblicità del tabacco da parte della politica del Canada non costrinse la necessità di un nuovo sponsor. Oggi, il festival è sponsorizzato dalla TD Bank e da allora ha lasciato cadere la parola "Downtown" dal suo titolo.
Iniziato originariamente nel 1987, il Festival è stato co-fondato dal produttore esecutivo Patrick Taylor e dall'ex direttore artistico Jim Galloway. Attualmente il direttore artistico è Josh Grossman. La Roy Thomson Hall, la CN Tower e il Metro Convention Centre furono le tre sedi per quella stagione inaugurale. Miles Davis, Roberta Flack e Tony Bennett furono le star di quell'anno.